# Camille Raveau
Camille Raveau (Paris, 11 janvier 1867 - Neuilly-sur-Seine, 15 avril 1953) est un physicien français.
Entré à l’École normale supérieure en 1886, il est connu pour le diagramme de Raveau qui est un diagramme thermodynamique permettant de classer les machines thermiques dithermes. De 1904 à 1946, il est secrétaire de la rédaction des Comptes rendus de l’Académie des sciences.